# Orígenes
Orígenes (em grego: Ὠριγένης), cognominado Orígenes de Alexandria ou Orígenes de Cesareia ou ainda Orígenes, o Cristão (Alexandria, Egito, c. 185 – Cesareia, ou, mais provavelmente, Tiro, 253), foi um teólogo, filósofo neoplatônico patrístico e é um dos Padres gregos.
Um dos mais distintos pupilos de Amônio de Alexandria, Orígenes foi um prolífico escritor cristão, de grande erudição, ligado à Escola Catequética de Alexandria, no período pré-niceno.
Inspirados em Orígenes e na Escola de Alexandria, muitos escritores cristãos desenvolveram suas obras: Sexto Júlio Africano, Dionísio de Alexandria, o Grande, Gregório Taumaturgo, Firmiliano, bispo de Cesareia (Capadócia), Teognosto, Pedro de Alexandria, Pânfilo e Hesíquio.
Orígenes de Alexandria não deve ser confundido com o filósofo Orígenes, o Pagão (210-280), mais jovem e também integrante da Escola de Alexandria, porém  discípulo de Plotino.

## Biografia
O maior erudito da Igreja antiga — segundo J. Quasten — nasceu de uma família cristã egípcia e teve como mestre Clemente de Alexandria. Seu pai, Leónidas, foi morto em 202 durante as purificações do imperador Severo. Orígenes castrou-se a si mesmo, ao considerar literalmente o seu comentário ao versículo 12, do capítulo 19 do Evangelho de Mateus.
Assumiu, em 203, a direção da escola catequética de Alexandria —  fundada por um estoico chamado Panteno, que se havia convertido à mensagem de Jesus — atraindo muitos jovens estudantes pelo seu carisma, conhecimento e virtudes pessoais.
Depois de ter também frequentado, desde 205, a escola de Amônio Sacas, fundador do neo-platonismo e mestre de Plotino, apercebeu-se da necessidade do conhecimento apurado dos grandes filósofos.
No decurso de uma viagem à Grécia, no ano de 230, foi ordenado sacerdote na Palestina pelos bispos Alexandre de Jerusalém e Teoctisto de Cesareia.
Em 231, Orígenes foi forçado a abandonar Alexandria devido à animosidade que o bispo Demétrio lhe devotava pelo facto de se ter castrado e convocou o Concílio de Alexandria (231) com esta finalidade. Também, contribui para esse facto o de Orígenes ter levado ao extremo a apropriação da filosofia platónica, tendo sido considerado herético.
Orígenes, então, passou a morar num lugar onde Jesus havia muitas vezes estado: Cesareia, na Palestina, onde prosseguiu suas actividades com grande sucesso, abrindo a chamada Escola de Cesareia. Na sequência da onda de perseguição aos cristãos, ordenada por Décio, Orígenes foi preso e torturado, o que lhe causou a morte, por volta de 253.
Os seus ensinos foram condenados ainda pelo Concílio de Alexandria de 400 e pelo Segundo Concílio de Constantinopla, em 533, o que demonstra terem perdurado até ao século VI.

## A produção teológica
Orígenes escreveu — diz-nos São Jerónimo em De Viris Illustribus — nada menos que 600 obras, entre as quais as mais conhecidas são: De Princippis; Contra Celso e a Héxapla. Entre os seus numerosos comentários bíblicos devem ser realçados: Comentário ao Evangelho de Mateus e Comentário ao Evangelho de João. O número das suas homílias que chegaram até aos dias de hoje ultrapassam largamente a centena.

## Traços de um pensamento
| “ | A importância do Espírito Santo: O Espírito sopra onde quer (Jo 3, 8). Isto significa que o Espírito é um ser substancial e não, como alguns afirmam, uma simples força ou actividade de Deus sem existência individual. O Apóstolo (São Paulo), depois de enumerar os dons do Espírito, prossegue: "um só e o mesmo Espírito opera todas estas coisas, repartindo particularmente a cada um de acordo com a sua vontade" (1 Cor 12, 11). Portanto, se actua e distribui de acordo com a sua vontade, é um ser substancial activo, e não uma mera actividade ou manifestação. | ” |

Orígenes, além dos seus trabalhos teológicos, dedicou-se ao estudo e à discussão da filosofia, em especial Platão e os filósofos estoicos.
No seu pensamento, podemos referir a tese da pré-existência da alma e a doutrina da "Apocatástase", ou seja, da restauração universal (palingenesia), ambas posteriormente condenadas no Segundo Concílio de Constantinopla, realizado em 553, por serem formalmente contrárias ao núcleo irredutível do ensinamento bíblico —, embora estudiosos modernos e contemporâneos reconheçam inequivocamente que a primeira era mais «atribuída a Orígenes (por outros) do que propriamente defendida por ele».
Segundo o renomado livro sobre a História da Filosofia, de Reale e Antiseri, a condenação de algumas doutrinas de Orígenes se deu muito pelos exageros cometidos pelos seus discípulos, os origenistas.
Ao contrário do que afirmam certos teosofistas — como, por exemplo Geddes MacGregor no seu livro de 1978 "Reincarnation in Christianity: A New Vision of the Role of Rebirth in Christian Thought" —, Orígenes era totalmente contrário à doutrina da reencarnação. Profundo conhecedor deste conceito a partir da filosofia grega, afirma que a reencarnação (transmigração) "é totalmente alheia à Igreja de Deus, não ensinada pelos Apóstolos e não sustentada pela Escritura" ("Comentário ao Evangelho de Mateus" XIII, 1, 46–53).
Orígenes, embora não duvidando de que o texto sagrado seja invariavelmente verdadeiro, insiste na necessidade da sua correcta interpretação. Assim, teve a suficiente percepção para distinguir três níveis de leitura das escrituras: 1- o Literal 2- o Moral; 3- o Espiritual, que é o mais importante e também o mais difícil. Segundo Orígenes, cada um destes níveis indica um estado de consciência e amadureciamento espiritual e psicológico.

### Santíssima Trindade
Orígenes como é comum nos escritores cristãos influenciados pelas doutrinas derivadas de Platão coloca as Ideias platônicas na Mente Divina, na Sabedoria de Deus. O Filho de Deus, Segunda pessoa da Trindade, é a Sabedoria bíblica: Mente de Deus, substancialmente subsistente:
| “ | […] Deus sempre foi Pai, e sempre teve o Filho unigênito, que, conforme tudo o que expusemos acima, é chamado também de sabedoria (…) nesta sabedoria que sempre estava com o Pai, estava sempre contida, preordenada sob a forma de ideias, a criação, de modo que não houve momento em que a ideia daquilo que teria sido criado não estivesse na sabedoria…(Orígenes. Os princípios, livro I, 4, 4-5.) | ” |

Influenciado pelo medioplatonismo e pelo início do neoplatonismo Orígenes admite certa subordinação do Filho ao Pai, é importante ressaltar que tal subordinação foi exagerada por seus adversários. E que apesar de discordar da perfeita paridade entre o Pai e o Filho, na História da Filosofia de Giovanni Reale afirma que Orígenes defende que o Pai e o Filho possuem a mesma essência.
Ao contrário dos homens que tornaram-se filhos de Deus pela adoção do Espírito: "Porquanto não recebestes um espírito de escravidão para viverdes ainda no temor, mas recebestes o espírito de adoção pelo qual clamamos: Aba! Pai!" (Romanos 8,15).
Orígenes afirma que Cristo é Filho por natureza, "o Filho unigênito do Pai". (Orígenes. Os princípios, livro I, 4, 4-5).
O que vai configurar o pensamento do Primeiro Concílio de Niceia, com a ressalva que Cristo Se fez menor do que o Pai quando Se encarnou até a morte na cruz, quando ressuscita ao terceiro dia e Se senta segundo Suas palavras à direita do Poder (Mt 26, 64).

### Maria no cristianismo
O pensamento de Orígenes chama bastante atenção no que diz respeito a esse tema, pois além de afirmar a virgindade de Maria, realça os olhos com que naturalidade afirma também a Imaculada Conceição de Maria: "Desposada com José, mas não carnalmente unida. A Mãe deste foi Mãe imaculada, Mãe incorrupta, Mãe intacta. A Mãe deste, de qual este? A Mãe do Senhor, Unigênito de Deus, do Rei universal, do Salvador e Redentor de todos." (Orígenes - Homilia inter collectas ex variis locis).

### Primado de Pedro
Conforme fragmento conservado na "História Eclesiástica" de Eusébio, III, 1 Orígenes conta como foi o martírio do apóstolo Pedro em Roma: "Pedro, finalmente tendo ido para Roma, lá foi crucificado de cabeça para baixo".
E professa também o Primado de Pedro: "E Pedro, sobre quem a Igreja de Cristo foi edificada, contra a qual as portas do inferno não prevalecerão. (…)" (In Joan. T.5 n.3).

### Batismo
Orígenes também defende que a Igreja deve batizar as crianças: "A Igreja recebeu dos Apóstolos a tradição de dar batismo também aos recém nascidos". (Epist. ad Rom. Livro 5,9).

### A Contra Celso e aexegese alegórica
Orígenes dedicou uma de suas obras contra Celso, considerado um dos primeiros críticos da doutrina do cristianismo. Do que sabemos de Celso foi o próprio Orígenes quem nos deu a conhecer, inclusive a sua obra a Alêthês Lógos (O logos verdadeiro) e o livro "Discurso contra os Cristãos", obra em que Celso coloca claramente a forma como o judaísmo e Cristianismo se tornaram cópias de outras religiões, tanto na questão dos mitos da arca de Noé como a circuncisão onde Celso firma que os Judeus receberam essa tradição dos egípcios.

A partir de Orígenes, sabemos ainda apenas que ele é do século II, e que escreveu a sua obra por volta de 178, e, portanto, sob o reinado do imperador Marco Aurélio (que se deu de 161 a 180). 
| “ | A Alêthês Lógos, de Celso, coloca em questão vários assuntos da crença relacionados à criação e à unidade de Deus, à encarnação e ressurreição de Jesus, aos profetas, aos milagres, etc. Ela questiona também assuntos da vida religiosa, não só sobre a moral, mas também sobre a participação da Igreja e dos cristãos na vida política e social. | ” |

Na sequência, Spinelli analisa esses vários pontos que a Contra Celso de Orígenes se propõe a combater. A obra exegética de Orígenes se concentra sobretudo no tratado que ele desenvolveu Sobre os princípios (Perì archôn). A exegese difundida e aplicada por ele está apoiada no que o judeu Fílon de Alexandria (20 a.C. a 42 d.C.) concebeu como interpretação alegórica dos textos sagrados do judaísmo.
| “ | Filon era de opinião de que o texto bíblico, de um modo geral, carecia de ser interpretado historicamente (no sentido da crítica das fontes, da origem do texto e de seu contexto). Dado que as palavras tinham um sentido escondido, mas admirável e profundo, era necessário adentrar-se nessa profundeza, a fim de trazer à tona, além do sentido magnífico, todo o seu valor… É nessa mesma perspectiva de Fílon (representante da Escola Bíblica Judaica), e no ambiente das escolas exegéticas de Alexandria… que se desenvolveu a exegese de Orígenes. | ” |